# Carrozzeria Sargiotto
Die Carrozzeria Sargiotto war ein kurzlebiger italienischer Hersteller von Automobilkarosserien, der sich in erster Linie mit der Konstruktion und dem Aufbau von Prototypen beschäftigte.

## Unternehmensgeschichte
Die Carrozzeria Sargiotto wurde von dem italienischen Karosseriebauer Giorgio Sargiotto gegründet. Sargiotto hatte von 1946 bis 1961 in Turin den von ihm gegründeten Karosseriehersteller Monterosa geleitet, der in den 1960er-Jahren in unterschiedliche Fiat- und Lancia-Modelle in kleinen Serien zu Kombis und Coupés umgebaut und 1960 auch ein einzelnes Exemplar des Hochleistungssportwagens Maserati 5000 GT mit einer individuellen Karosserie eingekleidet hatte. Nachdem Monterosa infolge einer Insolvenz 1961 den Betrieb hatte einstellen müssen, ging Giorgio Sargiotto für etwa ein Jahr nach Japan, wo er als Designberater tätig war.
1962 kehrte Sargiotto nach Italien zurück und gründete in der piemontesischen Stadt Nichelino ein neues Karosseriebauunternehmen. Einige Quellen berichten, dass der italienische Designer Franco Scaglione Teilhaber des Unternehmens war. Nach der Darstellung Ferruccio Lamborghinis handelte es sich bei der Carrozzeria Sargiotto um eine sehr kleine, schlecht organisierte Werkstatt; er nannte sie rückblickend „eine wacklige Hütte, die kaum größer als drei mal vier Meter war.“ Das Unternehmen erhielt nur wenige Aufträge. Bereits nach drei Jahren stellte es den Betrieb wieder ein.

## Arbeiten Sargiottos

### Apollo GT

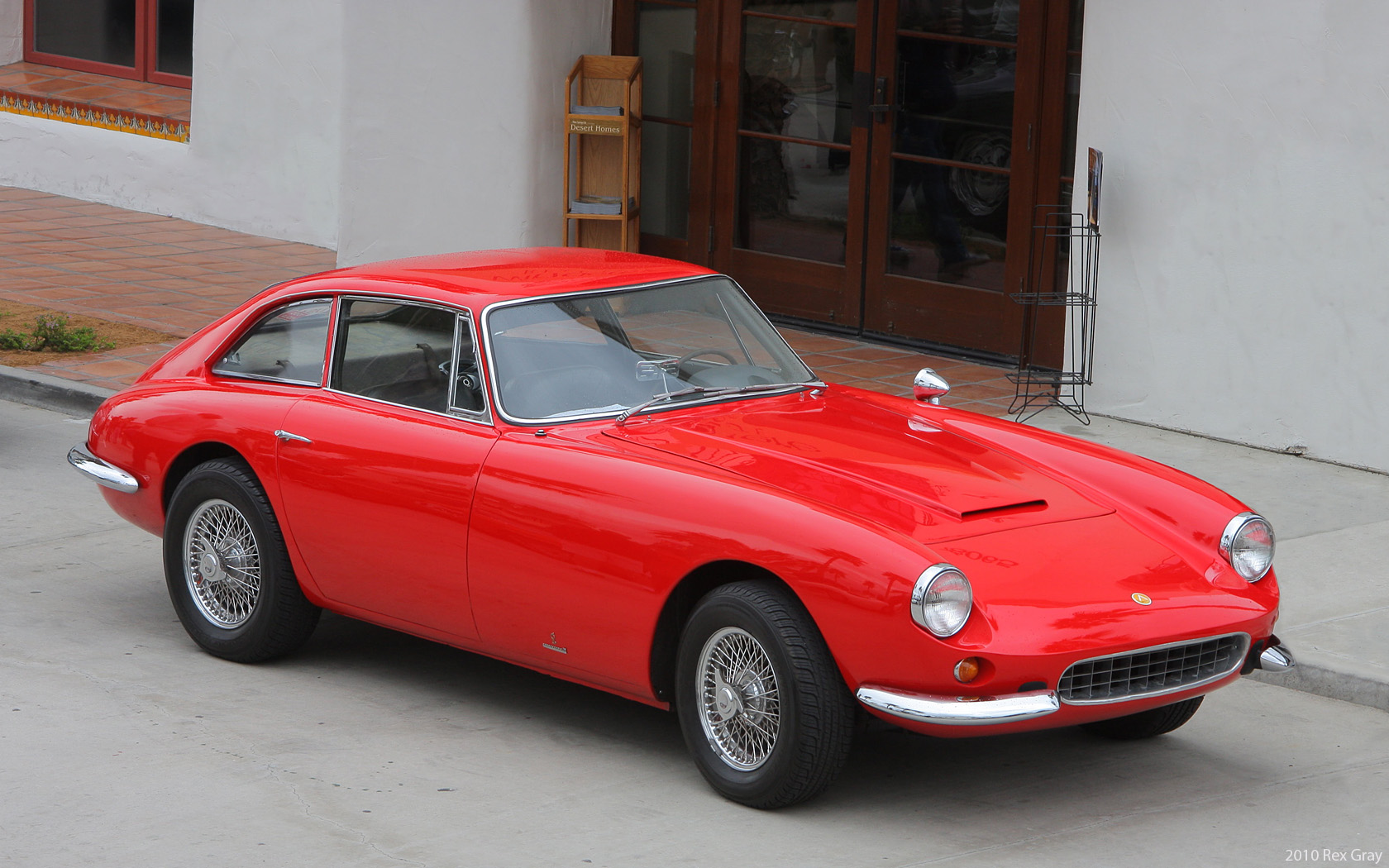
Apollo 5000 GT

Sargiottos erstes Projekt war die Mitarbeit an dem Hybrid-Sportwagen Apollo GT, der ab 1962 von dem amerikanischen Ingenieur und Designer Milt Brown entwickelt wurde. Der Karosserieentwurf, der Elemente des Ferrari 250 GT Spyder California mit denen des Jaguar E-Type verband, ging in seinen Grundzügen auf Ron Plescia zurück, allerdings überarbeitete Franco Scaglione den Entwurf im Detail. Sargiotto fertigte die ersten 30 Karosserien der Serien-Coupés sowie fünf Cabrioletaufbauten des Apollo, die jeweils an International Motor Cars in Kalifornien geliefert wurden. Im Sommer 1964 übernahm Grosso e Vece in Turin den Auftrag.

### Lamborghini 350 GTV

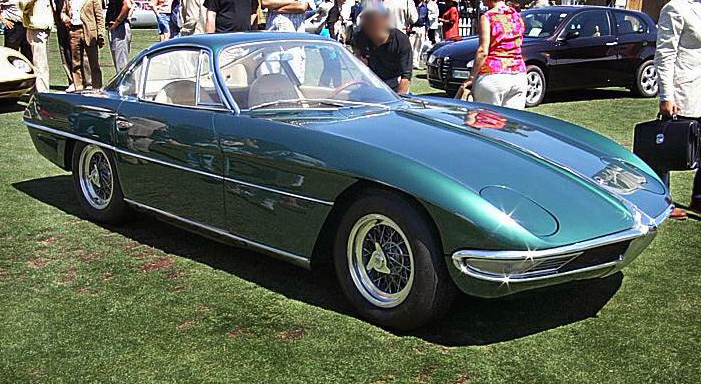
Lamborghini 350 GTV

Der Lamborghini 350 GTV war der Prototyp des ersten Sportwagens der Automobili Lamborghini S.p.A. Er hatte einen von Giotto Bizzarrini konstruierten Motor und eine von Franco Scaglione entworfene Karosserie. Weil Lamborghinis Werk in Sant’Agata Bolognese im Spätsommer 1963 noch nicht betriebsbereit war, ließ Lamborghini einzelne Komponenten für den Prototyp in unterschiedlichen Werken herstellen. Das Chassis konstruierten und bauten Neri e Bonacini. Die Karosseriestruktur einschließlich der äußeren Bleche ließ er, vermittelt durch Franco Scaglione, bei Sargiotto fertigen. Hier wurden alle Einzelteile einschließlich Chassis und Motor – bzw. einer Motorenattrappe – zusammengebaut. Das handwerkliche Niveau war nach Darstellungen in der Fachpresse schlecht; Sargiotto habe das Fahrzeug „hastig hingepfuscht.“ Die Serienfertigung des nach eingehenden Überarbeitungen als Lamborghini 350 GT auf den Markt gebrachten Autos übernahm die Carrozzeria Touring in Mailand.

### Weitere Projekte
Abgesehen von den Prototypen für Apollo und Lamborghini entstanden bei Sargiotto nur noch einige Spezialfahrzeuge, die zumeist Einzelstücke blieben. Zu ihnen gehörte ein Kamerawagen auf der Basis des Fiat 1500, dessen Dach zu öffnen war und der mit einer Fernsehkamera bestückt werden konnte. Das Auto entstand im Auftrag des Fernsehsenders RAI.